# Microplitis longicaudus
Microplitis longicaudus är en stekelart som beskrevs av Muesebeck 1922. Microplitis longicaudus ingår i släktet Microplitis och familjen bracksteklar. Inga underarter finns listade i Catalogue of Life.